# Krananda peristena
Krananda peristena är en fjärilsart som beskrevs av Eugen Wehrli 1938. Krananda peristena ingår i släktet Krananda och familjen mätare. Inga underarter finns listade i Catalogue of Life.